# Отрадное (город)
Отра́дное — город районного подчинения в Кировском районе Ленинградской области. Образует Отрадненское городское поселение.

## История
Волость Ивановская, входившая в состав Спасского Городенского погоста Ореховского уезда Водской пятины, упоминается ещё в Новгородской переписной окладной книге 1500 года. Она состояла из восьми деревень и десяти дворов.
На карте Ингерманландии (по состоянию на 1676 год), составленной топографом Августом Бергенгеймом в 1827 году, на месте современного города отмечены деревни Tushina fall и Pyhajockiby.
Российский историк М. И. Пыляев в своей книге «Забытое прошлое окрестностей Петербурга» (1889) пишет :

«… Где лежит село Ивановское и стоять развалины бывшего дворца „Пелла“, там во времена ещё шведского владычества жили русские. Так, известно по летописям новгородским, что здесь, „на поругах (порогах) жил Суббота Похабный“, новгородец, которого шведы взяли в плен. …»

### XVIII век
Поселения Ивановское и Пелла на месте современного города известны с 1708 года как дачная местность петербургской знати.

«… известно, что при императрице Елисавете Петровне этою местностью владел князь Долгоруков, у жены которого, урождённой Скляевой, и купил её в 1762 г. Иван Иванович Неплюев, известный птенец Петра Великого …»

«… За казармами, вправо от большой дороги, есть признаки некогда огромного сада. Он начинается круглым прудом; в средине которого круглый островок, заросший лесом; в старину со всех сторон были к нему мостики; в пятидесятых годах оставалось ещё от них несколько догнивавших свай, а прудок был настолько глубок, что перейти вброд было невозможно; летом островок составлял красивую купу зелени. За прудком тянулась прямая, длинная аллея, деревья которой крестьяне помаленьку истребляли. …»
На месте современного города Отрадное в XVIII веке находилось имение дипломата Ивана Ивановича Неплюева, приобретённое Екатериной II у его наследников 7 ноября 1784 года для внука Александра. Имение было названо Пелла — в память о древней столице Македонии, где родился Александр Македонский. По другой версии, это имя местности было дано ещё Петром I в память пролива Пеллы на Ладожском озере, разделяющего островки Лукгольский и Уксинский. Дворцовое имение Пелла стало одним из любимых мест отдыха Екатерины II. В 1785—1794 годах по проекту архитектора И. Е. Старова был построен великолепный императорский дворцово-парковый комплекс, который состоял из многочисленных построек, соединённых галереями, аркадами и колоннадами. Екатерина II говорила о строящемся дворце : «Все мои загородные дворцы только хижины по сравнению с Пеллой, которая воздвигается как Феникс».
При Павле I замок был разобран, материал пошёл на строительство Михайловского (Инженерного) замка в Санкт-Петербурге (до наших дней сохранились только здания почтового двора и конюшни — ныне управление завода «Пелла»).

### XIX век
В 1838 году в селении Ивановском проживало 126 человек, в деревне Усть-Тосна — 99.
В 1856 году в Ивановском насчитывалось 28 дворов и 86 душ мужского пола, в Усть-Тосне — 20 дворов и 55 душ мужского пола.
С середины XIX века Ивановское принадлежало Савве Яковлеву, российскому предпринимателю. После того, как он построил медепрокатный завод, селение получило неофициальное название Медное.
На правом берегу реки Тосны находилась дача Н. А. Лейкина, издателя и друга А. П. Чехова.
Летом 1863 года в Ивановском жил писатель Н. Г. Помяловский, здесь он работал над «Очерками бурсы» и рассказом «Поречане».

### XX век
В начале XX века была открыта станция Пелла (1911 год) и железнодорожная платформа Ивановская (1918 год).
Согласно данным переписи населения СССР 1926 года в селе Ивановское Ивановского сельсовета Октябрьской волости Ленинградского уезда проживали 435 человек — большинство русские, а также поляки и татары, в деревне Усть-Тосно проживал 231 человек — все русские. В посёлке Отрадное Отрадненского сельсовета проживали 265 человек — большинство русские, а также литовцы.
По административным данным 1933 года в состав Ивановского сельсовета Тосненского района входили: село Ивановское, посёлок Отрадное и деревня Усть-Тосно.
В 1936 году была построена первая очередь мачтопропиточного завода, основной продукцией которого стали опоры для линий электропередач и диспетчерской связи.
- План посёлка Отрадное. 1941 год

Согласно топографической карте РККА 1941 года село Ивановское насчитывало 132 двора, в нём располагался сельсовет, посёлок Отрадное — 811 дворов.
Во время Великой Отечественной войны на территории города находились немецко-фашистские войска, практически все постройки во время боевых операций были разрушены.
В конце августа 1941 года войска 16-й армии вермахта вышли к Неве в районе станции Ивановская и посёлка Отрадное. Гитлеровцы пытались форсировать Неву, но встретили ожесточённое сопротивление советских войск.
В сентябре 1941 года была установлена сухопутная блокада Ленинграда. 19 августа 1942 года бойцы 268-й стрелковой дивизии захватили плацдарм на восточном берегу Тосны, получивший наименование «Ивановский пятачок», и закрепились на нём. Продвижение немецко-фашистских войск к Ленинграду было остановлено. В память о героических событиях тех лет рядом с местом впадения реки Тосны в Неву, на Ивановском пятачке, установлены гранитный монумент и обелиск.
Посёлок Отрадное был освобождён от немецко-фашистских оккупантов 22 января 1944 года.
В 1953 году начал выпускать продукцию завод «Электрощит», ставший впоследствии одним из ведущих предприятий Министерства энергетики СССР.
24 октября 1970 года в результате слияния посёлков Ивановское, Отрадное и Усть-Тосно был образован город Отрадное.
1 января 2006 года в соответствии с областным законом № 100-оз от 29 ноября 2004 года «Об установлении границ и наделении соответствующим статусом муниципального образования Кировский муниципальный район и муниципальных образований в его составе» образовано Отрадненское городское поселение, в которое вошёл город Отрадное.

## География
Город находится в западной части района на автодороге 41К-121 (Санкт-Петербург — Кировск) в месте примыкания к ней автодороги 41К-028 (Ульяновка — Отрадное).
Город расположен на левом берегу Невы, в 18 км от станции метро Рыбацкое, имеет общую административную границу с Санкт-Петербургом.
Протяжённость города вдоль Невы около 7 км, площадь — 70,1 км².
По территории города протекают также реки Тосна и Святка.
Расстояние до районного центра — 16 км.

## Демография
| 1862    | 1959    | 1970    | 1979    | 1989    | 1992    | 1996    | 1997    | 1998    |
| ------- | ------- | ------- | ------- | ------- | ------- | ------- | ------- | ------- |
| 209     | ↗6426   | ↗18 603 | ↗20 046 | ↗22 386 | ↗22 900 | ↘22 800 | →22 800 | ↘22 700 |
| 2000    | 2001    | 2002    | 2003    | 2005    | 2006    | 2007    | 2008    | 2009    |
| ↘22 500 | ↘22 400 | ↘21 570 | ↗21 600 | →21 600 | ↘21 500 | →21 500 | →21 500 | ↗21 560 |
| 2010    | 2011    | 2012    | 2013    | 2014    | 2015    | 2016    | 2017    | 2018    |
| ↗23 866 | ↗23 900 | ↗24 504 | ↗24 994 | ↗25 225 | ↗25 481 | ↘25 203 | ↗25 344 | ↗25 421 |
| 2019    | 2020    | 2021    | 2023    | 2024    | 2025    |         |         |         |
| ↗25 623 | ↗25 796 | ↘25 706 | ↘25 402 | ↘25 258 | ↗25 290 |         |         |         |

На 1 января 2025 года по численности населения город находился на 555-м месте из 1124 городов Российской Федерации.
Изменение численности жителей города Отрадное (тыс. чел.).

## Промышленность
- АО «Ленинградский судостроительный завод „Пелла“» (ул. Центральная, 4)
- ЗАО «Кондитерское объединение „Любимый Край“» (ул. Железнодорожная, 1)[49]
- ОАО «Ленинградский мачтопропиточный завод» (Ленинградское шоссе, дом 1) — деревообрабатывающее предприятие
- ОАО «Ленречпорт» (ул. Кирпичная, 10) — транспортная обработка и хранение грузов, ремонт и техническое обслуживание судов
- Судоверфь ООО «Эмпериум»[50]
- ОАО «Невский завод „Электрощит“» (ул. Заводская, 1А) — производство электротехнического оборудования[51]
- ОАО «Тубопласт-Отрадное» (ул. Железнодорожная, 1) — производство пластиковых туб для зубных паст и косметических изделий[52]
- ООО «Петропродукт-Отрадное» (ул. Железнодорожная, 1) — одно из предприятий компании «Heinz» в России[53]
- ООО «Феррома» (ш. Ленинградское, 122) — завод по производству сухих силовых и специальных трансформаторов[54].

## Образование
В городе работают две средних школы № 2 и № 3, лицей, детская школа искусств, центр внешкольной работы, четыре ясли-сада (№ 3, № 13, № 33, № 44) и детский сад № 4.

## Религия
До революции в Отрадном было три храма, которые впоследствии были разрушены. В их числе — Преображенская церковь Пекинской православной миссии Российской Православной Церкви и церковь во имя святого Иоанна Милостивого.
В 1997 году местному приходу было передано здание клуба Ленинградского мачтопропиточного завода. На пожертвования прихожан была построена колокольня. В настоящее время при храме Иоанна Милостивого действуют воскресная школа и школа православных родителей, работает библиотека, организуются паломнические поездки. К церкви также приписана часовня во имя святого великомученика и победоносца Георгия, расположенная рядом с памятником «Невский порог».

## Культура
Основными местами развития культуры в городе являются детская школа искусств, культурный центр «Фортуна» (в советское время — ДК Восход) и городская библиотека. На базе КЦ «Фортуна» работает множество творческих и спортивных коллективов.

## Средства связи и массовой информации
В Отрадном распространяется несколько местных газет, среди них — «PrоОтрадное», «Ладога», «ОТРАДНОЕ вчера, сегодня, завтра».
Услуги мобильной связи предоставляют «Билайн», «МегаФон», «YOTA», «Скай Линк», «МТС» и «Tele2». Работает сеть кабельного телевидения.
В городе действуют два отделения «Почты России». Почтовые индексы Отрадного: 187330, 187331.
Подключение к сети Интернет на территории города осуществляют несколько провайдеров, среди них: «Ростелеком», Lentel и «Простор Телеком».

## Спорт
В городе работает детско-юношеская спортивная школа (ул. Железнодорожная,1). Один из её выпускников, культурист Евгений Мишин, неоднократно занимал призовые места в различных международных соревнованиях.
В сентябре 2009 года был открыт новый физкультурно-оздоровительный комплекс.

## Достопримечательности
- Здание почтовой станции бывшего Пеллинского дворца — объект культурного наследия России федерального значения[64]
- Ивановские пороги
- Ивановский пятачок
- Невский порог — мемориал на берегу реки Тосны, входит в состав Зелёного пояса Славы
- Церковь святого Иоанна Милостивого (ул. Ленина, 12) — действующий православный храм[65]

## Транспорт
Доехать до Отрадного можно на электропоезде с Московского вокзала (железнодорожные станции Ивановская и Пелла), автобусах и маршрутных такси (№ 440, К-440А, 682) от  станции метро «Рыбацкое». Город также связан автобусным сообщением с Никольским (№ 319, 438, 438з, 682, К-687), Ульяновкой (№ 319, 438, К-687), Колпино (№ 438, 438з, 475), Тосно (№ 319, К-687), Павлово, Кировском и Шлиссельбургом (№ 440, 475).
По центру и частному сектору Отрадного проходит автобусный маршрут № 2 (ж/д пл. Ивановская — ж/д ст. Пелла).